# Qwerty (píseň, Linkin Park)
„Qwerty“ (stylizováno velkými písmeny) je píseň americké rockové skupiny Linkin Park. Původně byla nahrána během natáčení třetího studiového alba Minutes to Midnight a debutovala na čtyřdenním miniturné po Japonsku v srpnu 2006, které sloužilo jako přestávka ve studiu během práce na albu. Studiová verze skladby debutovala na LP Underground 6.0 (2006), albu zpřístupněném exkluzivně oficiálnímu fanklubu kapely, které vyšlo 5. prosince 2006. Jedná se o poslední singl kapely, na kterém se podíleli Chester Bennington a Rob Bourdon.
Později se objevila na kompilacích Songs from the Underground a A Decade Underground. Také na soundtracku k videohře 8-Bit Rebellion!.
Dne 12. dubna 2024 byla píseň oficiálně vydána na digitálních platformách a 26. dubna jako druhý singl z kompilace Papercuts (Singles Collection 2000-2023).

## Seznam skladeb
| Digitální stažení | Digitální stažení       | Digitální stažení |
| Pořadí            | Název                   | Délka             |
| ----------------- | ----------------------- | ----------------- |
| 1.                | "Qwerty" (Live)         | 3:54              |
| 2.                | "Qwerty" (instrumental) | 3:21              |
| 3.                | "Qwerty"                | 3:21              |
| Celková délka:    | Celková délka:          | 10:36             |